# Громадзинь
Громадзинь (пол. Gromadzyń) — село в Польщі, у гміні Проховиці Легницького повіту Нижньосілезького воєводства.
Населення — 79 осіб (2011).
У 1975-1998 роках село належало до Легницького воєводства.

## Демографія
Демографічна структура станом на 31 березня 2011 року:
|          | Загалом | Допрацездатний вік | Працездатний вік | Постпрацездатний вік |
| -------- | ------- | ------------------ | ---------------- | -------------------- |
| Чоловіки | 43      | 13                 | 25               | 5                    |
| Жінки    | 36      | 7                  | 21               | 8                    |
| Разом    | 79      | 20                 | 46               | 13                   |